# Rukavice
Rukavice predstavljaju dio odjeće koji se navlači na ruke. Najčešće se pravi s pet prstiju, ali može biti i s dva (za potrebe vojske) ili samo s jednim izvedenim za palac. Prilikom pozdravljanja, bonton nalaže da muškarci skidaju rukavice, a žene ne.

## Povijest
Nošenje rukavica veoma je star običaj. Rukavice su pronašli stari narodi kako bi se zaštitili u uvjetima hladne klime. Zna se i to da su rukavice nosili stari Perzijanci i Rimljani. U Homerovoj "Odiseji" spominje se kako Laert, dok šeta po vrtu, nosi rukavice. U staro doba rukavice su izrađivane isključivo od kože, a nosile su se uglavnom u ratnim pohodima i u lovu, kako bi se zaštitile ruke od povreda. Međutim, u 8. i 9. stoljeću u Njemačkoj i Skandinaviji rukavice su nosili gotovo svi tijekom zimskih mjeseci kako bi se zaštitili od hladnoće. Žene su počele nositi rukavice tek u 13. stoljeću, i to kao ukras i modni detalj. Te su rukavice rađene od lanenog platna i dosezale su do lakta. Mnogo godina kasnije, engleska kraljica Elizabeta je uvela modu nošenja rukavica ukrašenih draguljima i vezom. Glatke kožne rukavice prvi put su se pojavile za vrijeme vladavine francuskog kralja Luja XIV., a u Francuskoj su žene tog doba nosile rukavice od mrežaste svile. U srednjem vijeku izazivanje na dvoboj bi se izvodilo tako što bi jedan muškarac drugome bacio rukavicu u lice ili bi ga simbolično išamarao rukavicom koju drži u ruci. To se smatralo teškom uvredom.

## Podjela

### Modni detalj
Rukavice kao modni detalj se prave od finih materijala, mogu biti štrikane, heklane itd. Dužina može biti i iznad lakata. Modna pravila zahtijevaju da rukavice, torba i cipele budu u jednoj boji.

### Zaštitne rukavice
Zaštitne rukavice se, u ovisnosti od čega trebaju štititi ruke, prave od različitih materijala. To mogu biti vuna, koža, azbest, guma, lateks, metal itd. One štite od hladnoće, topline, mehaničkih povreda, kemikalija, strujnog udara, mokrenja ruku, zaraze itd. Zaštitne rukavice nose 
Bokserske rukavice nose bokseri. Cilj im je zaštita ruku boksera, ali još više protivnika od težih ozljeda. Ovisno o tome je li u pitanju amaterski ili profesionalni boks težina rukavica je 280 ili 168 grama. Teže rukavice izazivaju manje povrede.